# Mas del Rei
El Mas del Rei és un mas fortificat del municipi d'Àger (Noguera) inclòs en l'Inventari del Patrimoni Arquitectònic de Catalunya.

## Descripció
La casa forta del Mas del Rei està ubicada sobre un suau tossal a aproximadament 1,5 km de Vilamajor, agregat d'Àger. Es tracta d'un edifici complex format per diverses dependències, amb una part original medieval i la resta són instal·lacions afegides (corral, porxo, caseta d'eines) que es construïren quan la casa va esdevenir un mas.
El nucli antic del mas es correspon amb una casa forta o petit castell. Les restes actualment conservades presenten una planta rectangular, amb uns eixos llargs d'uns 11,5 m. D'acord amb les espitlleres que s'observen en gairebé totes les cares de l'edifici, es dedueix que la casa tenia planta baixa i dues plantes, amb dos trespols de fusta i una coberta. La cobertura original no és coneguda, ja que en un moment posterior es convertí en teulada coberta per teula a doble vessant. Els murs tenen un gruix regular d'uns 80 cm. L'edifici està bastit a partir d'un aparell de carreus mitjans i grans, molt regulars i ben disposats en filades. Les diverses espitlleres que s'observen trenquen aquesta regularitat en l'aparell, sent realitzades mitjançant dos carreus drets situats a banda i banda.
De l'edifici actual s'observa que recentment s'ha eliminat un tram sobrealçat fet amb tàpia, que es trobava al tram nord de la casa forta. Això facilita la visió actual de l'edifici en doble vessant.
La resta d'estructures que s'observen són cronològicament molt posteriors, tot i que no se'n tenen dades. Es tracta de diverses instal·lacions com corrals, tancat per ramats i un porxo.

## Història
No se'n coneixen dades històriques directes